# Józef Maria Morawski
Józef Maria Eugeniusz Dzierżykraj-Morawski herbu własnego (ur. 29 grudnia 1888 we Wrocławiu, zm. wrzesień 1939 w Warszawie) – polski filolog romański.

## Życiorys
Syn Józefa i Emilii z domu Stuhlik. Ukończył gimnazjum św. Macieja w rodzinnym mieście. Licencjat uzyskał na belgijskim uniwersytecie w Lovanium, a doktorat z historii literatury na francuskim uniwersytecie w Paryżu.  W 1920 uzyskał tytuł docenta filologii romańskiej Uniwersytetu Jagiellońskiego. Od 1921 był zastępcą profesora, a w roku 1926 został profesorem Uniwersytetu Poznańskiego. Od roku 1933 członek Polskiej Akademii Umiejętności. Prócz wielu rozpraw i artykułów wydał szereg większych dzieł z zakresu badań literatury romańskiej i polono-romanistycznej.
Odznaczony francuskim krzyżem kawalerskim i krzyżem oficerskim (1938) Orderu Legii Honorowej i krzyżem komandorskim Orderu Korony Włoskiej.
Zginął podczas II wojny światowej w czasie bombardowania Warszawy.